# Capela de Santa Augusta

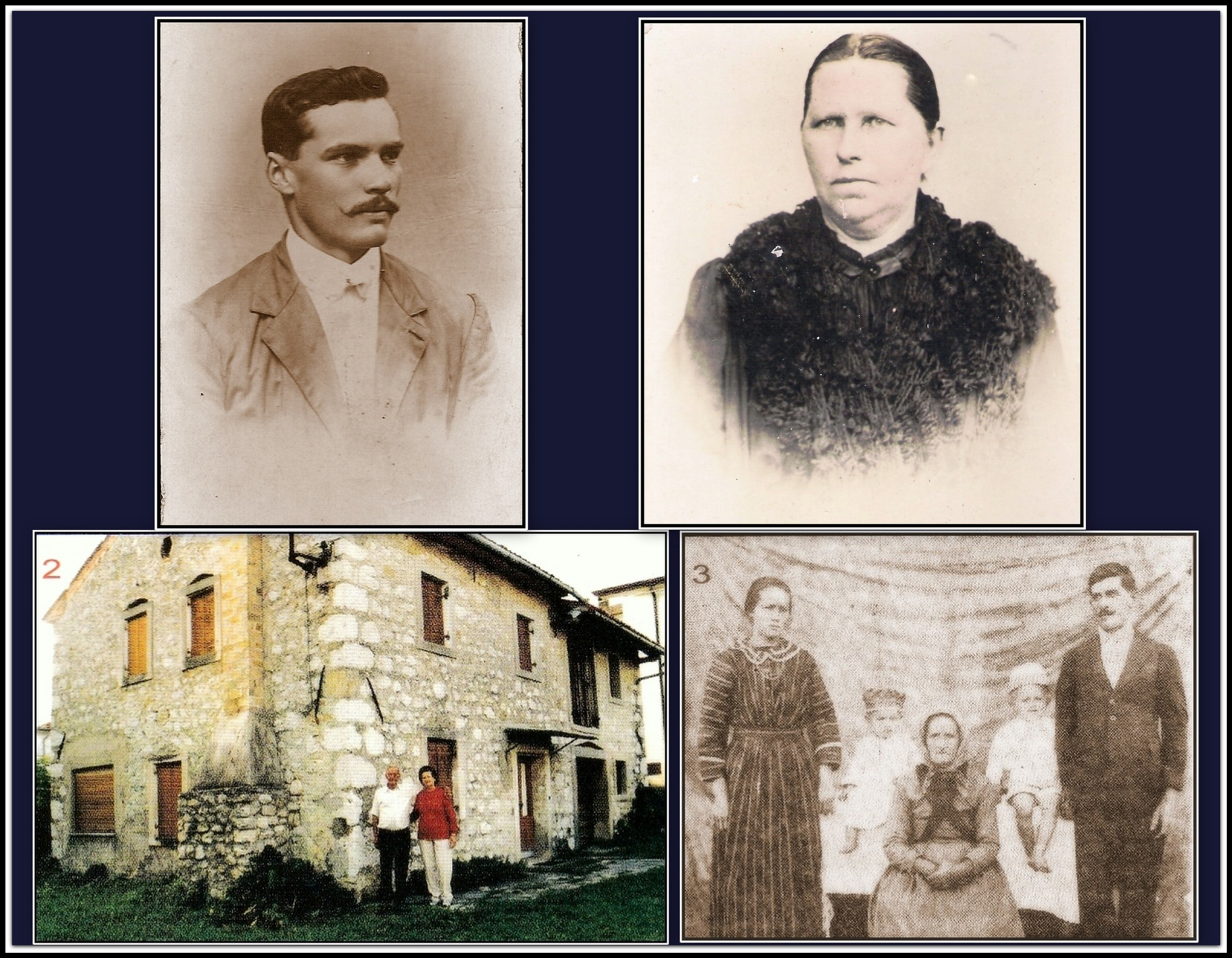
Colagem mostrando acima o casal de imigrantes italianos João Batista Uliano e Maria Casagrande Uliano, idealizadores e, com a colaboração das famílias Della Giustina, Coan e Prá, construtores da capela de Santa Augusta, em 1887. No campo inferior esquerdo do quadro vê-se a casa da família, toda em pedra, em Osigo, na Itália, onde residiram até emigrarem para o Brasil em 1875, e no campo inferior direito em foto de 1922 vê-se ao centro a matrona Maria Casagrande Uliano já viúva (seu marido João Batista Uliano morreu em 4 de maio de 1902) ladeada por seu filho Benjamin Batista Uliano e sua mulher Angelina Della Giustina Uliano, com seus 2 primeiros filhos, Pedro, junto ao pai, e Daniel, junto à sua mãe.

A Capela de Santa Augusta é a mais antiga igreja construída em Braço do Norte ainda existente. Localiza-se no bairro Santa Augusta.

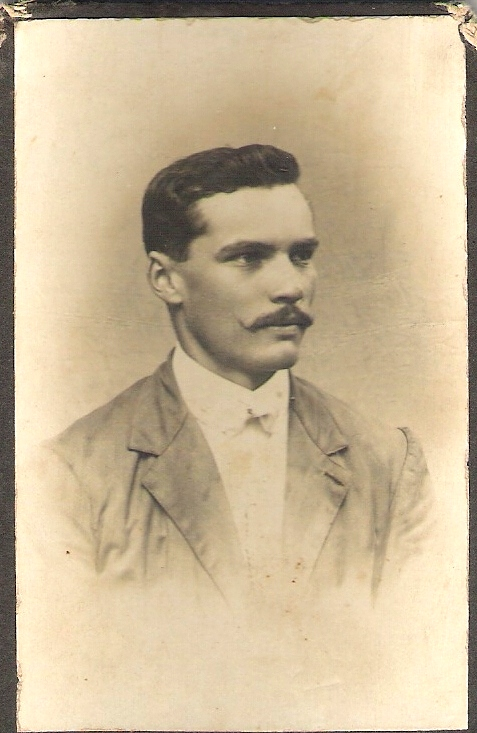
João Batista Uliano em foto feita ainda na Itália, por volta de 1870, tendo o mesmo emigrado para o Brasil em 1875, mais precisamente para Braço do Norte, onde fundou e construiu a Capela de Santa Augusta, entre outras obras.

Foi construída pelo imigrante italiano João Batista Uliano, a fim de pagar uma promessa feita a Santa Augusta, caso fosse curado de uma forte dor de dente. Quando iniciou a preparação do terreno o também imigrante italiano Bortolo Della Giustina interessou-se pela possibilidade de poder dispor de um local dedicado a cultos religiosos na língua pátria, pois se tivesse de ir à igreja localizada no centro da colônia teria de primeiramente esperar que se rezasse em português, língua que não compreendiam bem. A partir de então, com o suporte das também famílias italianas Coan e Prá, obtiveram um terreno melhor adequado para a capela, localizado no alto de uma colina, pertencente à também família italiana Ghizoni, que cedeu o mesmo em troca da abertura de uma rua que, passando por sua propriedade, ligava a capela a ser construída com o centro da colônia. Esta é a rua atualmente denominada Santa Augusta.

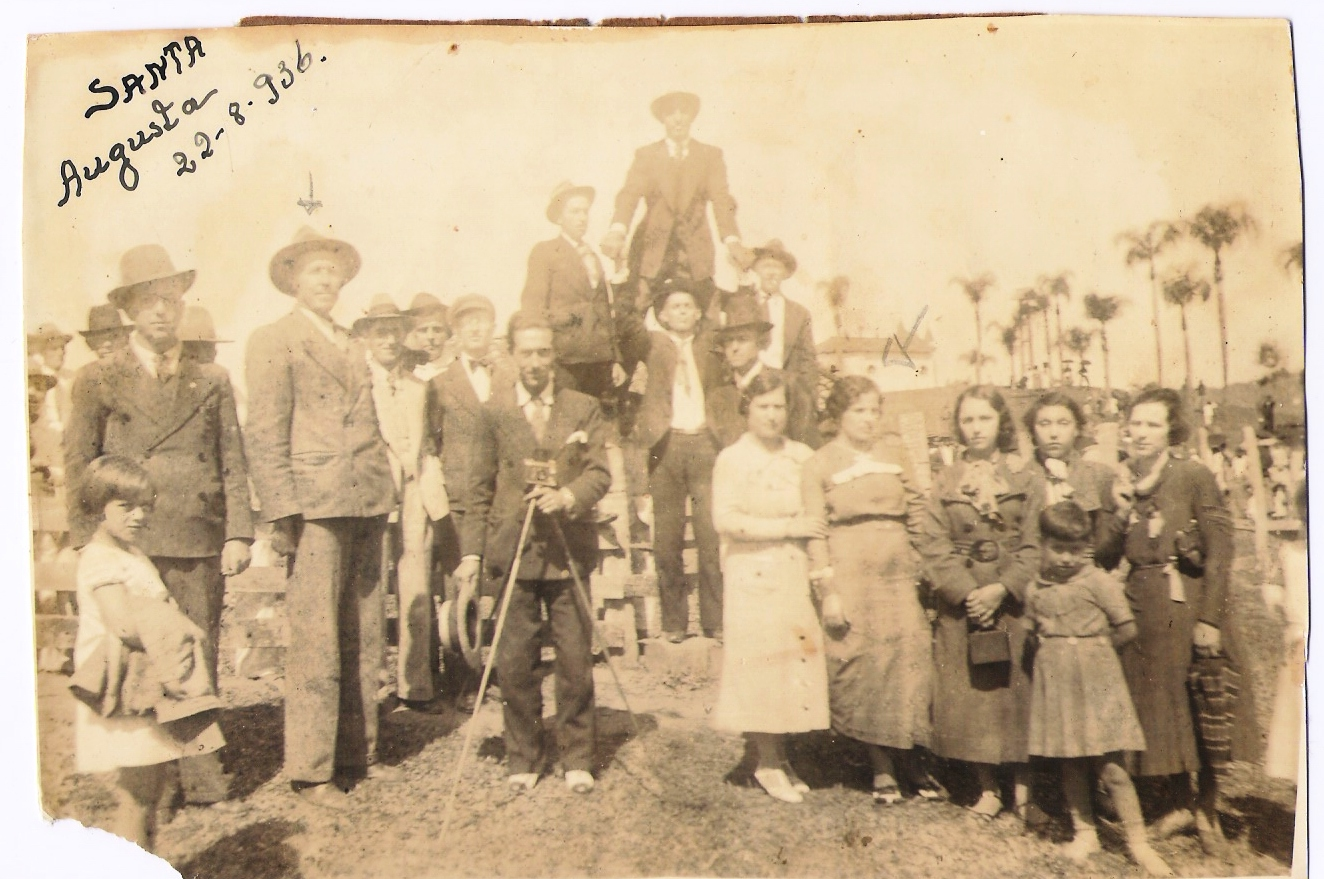
A tradicional Festa de Santa Augusta, em 22 de agosto de 1936. A partir da esquerda, Fernando Kindermann é o segundo, sua mulher Áurea Anna Uliano Kindermann a quarta a partir da direita. À esquerda do senhor em posição mais elevada está Jacó Martins.

Inaugurada a capela em 1887, João Batista Uliano moldou três imagens utilizando a argila comum como matéria-prima, adicionando à massa crina de cavalo e pelo de porco, a fim de obter consistência e evitar rachaduras. As imagens produzidas, de São Pedro, São Paulo e Santa Augusta, ornamentam a capela até os dias atuais.
Também faz parte de seu acervo um relicário com a falange da padroeira Santa Augusta, obtido junto ao Vaticano e trazido diretamente da Itália, em 1905.